# Liste der Fornminnen in Sollefteå

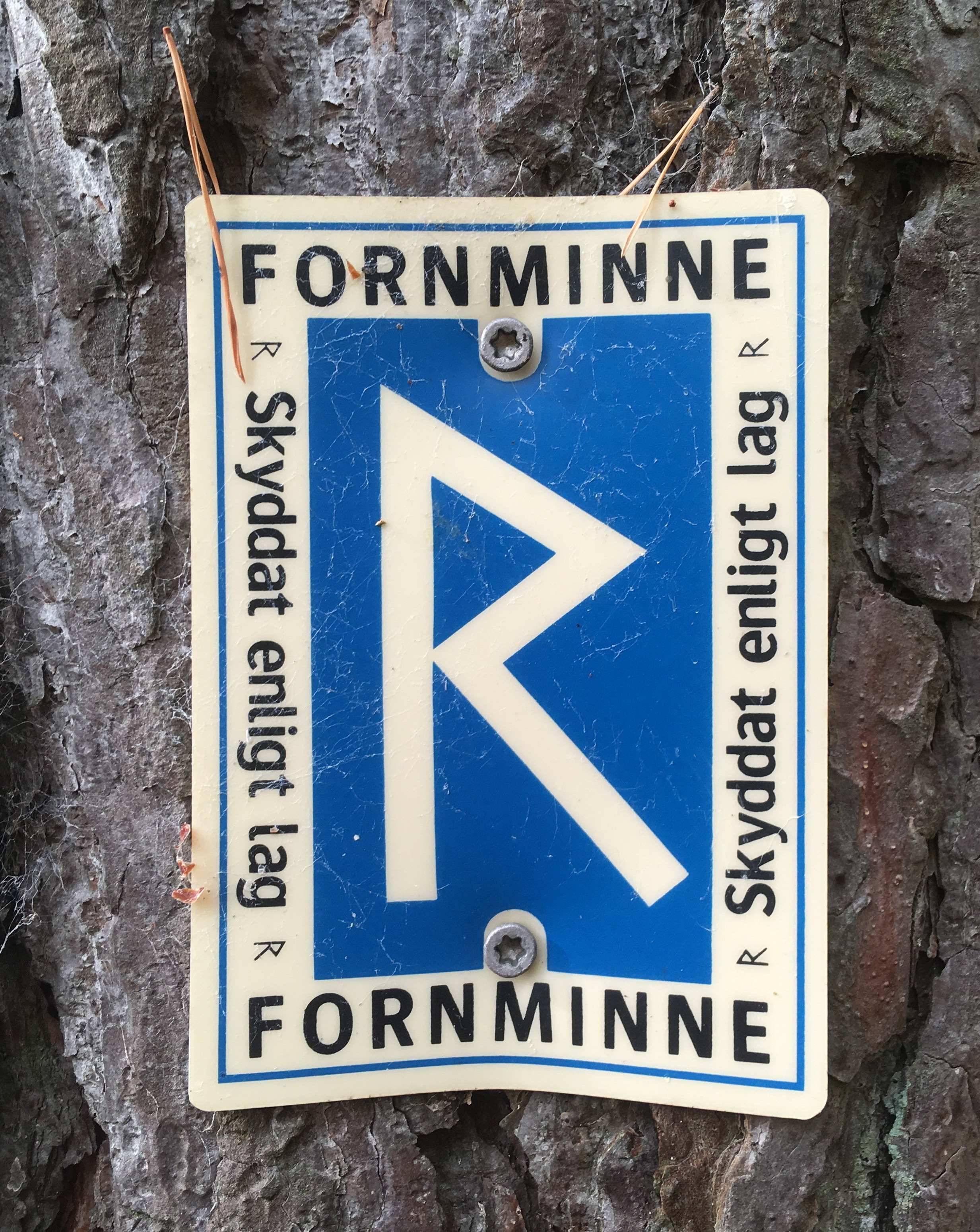
Zeichen für „Fornminnen“ in Schweden

Diese Liste der Fornminnen in Sollefteå zeigt die „Alten/antiken Denkmale“ (schwedisch fornminnen) im ehemaligen Socken Sollefteå in der heutigen Gemeinde Sollefteå der schwedischen Provinz Västernorrlands län, sie ist eine Teilliste der „Liste der Fornminnen in Västernorrland“. Die Aufteilung basiert auf der historischen Zuordnung der Gebiete in Socken (siehe auch) und der Einteilung des Zentralamts für Denkmalpflege Riksantikvarieämbetet (RAÄ). Es werden die Fornminnen aufgeführt, die auf dem Suchdienst „Fornsök“ registriert sind, welcher weitere Informationen zu den bekannten kulturhistorischen Überresten in Schweden enthält.

## Begriffserklärung
Fornminnen (schwedisch für alte/antike Denkmale oder archäologische Funde) sind in Schweden alte Objekte und archäologische Funde (Fornlämningar), welche die Überreste menschlicher Aktivitäten in der Vergangenheit bezeichnen, die durch frühere Nutzung entstanden sind und dauerhaft aufgegeben wurden. Dabei gilt für Fornminnen, die vor 1850 entstanden sind, dass sie automatisch durch das Gesetz geschützt sind. Aber auch jüngere Überreste können zu Bodendenkmalen erklärt werden, wenn sie sich an ihrem ursprünglichen Standort befinden und weitgehend erdgebunden sind. Als Fornminnen zählen u. a. Siedlungen und Siedlungsreste aus prähistorischer Zeit, Gräber und Grabstätten, Burgruinen, Ruinen von Klöstern, Kirchen und Schlössern, Steine und Felsen mit Inschriften und Bildern (z. B. Runensteine und Petroglyphen), insofern sie nicht schon als Einzeldenkmal unter Byggnadsminnen (schwedisch für Baudenkmale) oder kyrkliga Kulturminnen (schwedisch für kirchliches Kulturgut) ausgewiesen sind.

## Legende
| ID           | = | ID.Nr. des Denkmalregisters (Fornsök) im schwedische Amt für nationales Kulturerbe (Riksantikvarieämbetet (RAÄ)) |
| Lage         | = | Koordinatenangabe des Standorts                                                                                  |
| Bezeichnung  | = | Bezeichnung des Denkmalobjekts (auch RAÄ-Nr.)                                                                    |
| Beschreibung | = | Name (Denkmaltyp/Dokumentenverweis im Arkivsök) sowie eine kurze Beschreibung des Objekts                        |
| Bild         | = | Bild des Objekts sowie Verweis auf weitere Bilder                                                                |

## Liste Fornminnen Sollefteå
| ID             | Lage    | Bezeichnung (RAÄ-Nr.) | Beschreibung | Bild           |
| -------------- | ------- | --------------------- | --- | -------------- |
| 10249300010001 | (Karte) | Sollefteå 1:1         | Sollefteå 1:1 (Gräberfeld / L1935:1601) längliches (110 x 25 m) Gräberfeld im Stadtteil Djupön an der Gunillagatan, bestehend aus 8 runden Hügelgräbern mit Durchmessern von 6-10 m und bis zu 1 m Höhe.                                                               | Weitere Bilder |
| 10249300020001 | (Karte) | Sollefteå 2:1         | Sollefteå 2:1 (Hügelgrab / L1935:1504) rundes (ca.5 m Durchmesser, 0,4 m hoch) Hügelgrab auf dem Gelände des Ådalsbyn-Sollefteå-Heimatvereins (schwedisch „Sollefteå Hembygdsförening“) nördlich an der Kreuzung Gunillagatan, Fleminggatan und Hembygdsvägen gelegen. | Weitere Bilder |
| 10249300030001 | (Karte) | Sollefteå 3:1         | Sollefteå 3:1 (Hügelgrab / L1935:867) rundes (etwa 9 m Durchmesser, 1,2 m hoch) Hügelgrab, welches sich zusammen mit dem Hügelgrab Sollefteå 3:2 (L1935:866) an der Ecke Gunillagatan/Hägestavägen befindet, überwachsen.                                              | Weitere Bilder |
| 10249300030002 | (Karte) | Sollefteå 3:2         | Sollefteå 3:2 (Hügelgrab / L1935:866) rundes (etwa 12 m Durchmesser, 1,8 m hoch) Hügelgrab, welches sich zusammen mit dem Hügelgrab Sollefteå 3:1 (L1935:867) an der Ecke Gunillagatan/Hägestavägen befindet, überwachsen.                                             | Weitere Bilder |
| 10249300040001 | (Karte) | Sollefteå 4:1         | Sollefteå 4:1 (Hügelgrab / L1935:1552) Beschreibung ergänzen | Weitere Bilder |
| 10249300040002 | (Karte) | Sollefteå 4:2         | Sollefteå 4:2 (Hügelgrab / L1935:850) Beschreibung ergänzen | Weitere Bilder |
| 10249300070001 | (Karte) | Sollefteå 7:1         | Sollefteå 7:1 (Gräberfeld / L1935:1494) Beschreibung ergänzen | Weitere Bilder |
| 10249300150001 | (Karte) | Sollefteå 15:1        | Sollefteå 15:1 (Hügelgrab / L1935:1604) Beschreibung ergänzen | Weitere Bilder |
| 10249300150002 | (Karte) | Sollefteå 15:2        | Sollefteå 15:2 (Hügelgrab / L1935:929) Beschreibung ergänzen | Weitere Bilder |
| 10249300590001 | (Karte) | Sollefteå 59:1        | Sollefteå 59:1 (Alm / L1935:1368) Beschreibung ergänzen (auch als schwedisch „Hallsta västra fäbodar“ bezeichnet) | Weitere Bilder |
| 10249301040001 | (Karte) | Sollefteå 104:1       | Sollefteå 104:1 (Alm / L1935:1276) (auch als schwedisch „Trästa Fäbodevall“ bezeichnet) | Weitere Bilder |